# Marius Skuodis
Marius Skuodis (* 9. August 1986)  ist ein litauischer parteiloser  Politiker, ehemaliger Verkehrsminister Litauens. Von 2018   bis 2020 war er Vizeminister, stellvertretender Wirtschaftsminister Litauens.

## Leben
Nach dem Abitur am Žemynos-Gymnasium in Šeškinė absolvierte Marius Skuodis von 2004 bis 2008 das Bachelorstudium, von 2008 bis 2010 European Studies (magna cum laude) und promovierte danach in Politikwissenschaft sowie lehrte an der Vilniaus universitetas, 2012–2016 war er 	Institutsassistent. Von 2010 bis 2012 absolvierte er Master of Public Administration (MPA) im Studienfach Public and Economic Policy an der London School of Economics and Political Science.
2008–2009 arbeitete Skuodis als Spezialist bei 	der Regierungskanzlei der Republik Litauen und
2009–2010 als Analytiker bei 	VšĮ Viešosios politikos ir valdybos institutas. 2010 war er Vorstandsmitglied bei Valstybinis studijų fondas. Von 2015 bis 2018 leitete er die Abteilung  für Internationale Beziehungen und 2012–2015 war Oberspezialist dieser Abteilung bei Lietuvos bankas in Vilnius. Von 2018 bis 2020 war stellvertretender Wirtschaftsminister Litauens und Stellvertreter von Virginijus Sinkevičius im Kabinett Skvernelis. Von Dezember 2020 bis Dezember 2024 war er Verkehrsminister im Kabinett Šimonytė, geleitet von Ingrida Šimonytė, ernannt von Gitanas Nausėda. 

## Familie
Skuodis ist verheiratet. Mit seiner Frau Rita hat er einen Sohn.